# Credo (Mango)
Credo è un album di Giuseppe Mango, pubblicato nel 1998. La ristampa dell'anno seguente contiene il brano Luce, interpretato insieme alla cantante Zenima, col quale si sono esibiti al Festival di Sanremo 1998. La canzone è stata riproposta in lingua inglese con il nome Light, cantata solo da Mango, che la interpretò anche a Sanremo Top nello stesso anno.

## Tracce
Testi di Mogol e musiche di Mango, eccetto dove indicato.
1. Credo (P. Mango, A. Mango) - 4:54
2. La mia vacanza - 4:36
3. Stai con me - 4:15
4. Elastico pensiero - 5:08
5. Primavera (P. Mango, A. Mango) - 5:13
6. Cuore - 4:39
7. Il sole di sera - 4:55
8. Belle parole (P. Mango, A. Mango) - 4:11
9. Fari accesi - 4:41
10. Un'altra acqua (P. Mango, A. Mango) - 5:40
11. Credo (reprise) (P. Mango, A. Mango) - 2:08

## Classifiche
| Classifica | Posizione massima |
| ---------- | ----------------- |
| Italia     | 14                |

## Formazione
- Mango: voce, chitarra, tastiera
- Greg Walsh: tastiera
- Paolo Costa: basso
- Chicco Gussoni, Giancarlo Ippolito, David Rhodes: chitarra
- Mel Gaynor, Maurizio Dei Lazzaretti: batteria
- Rocco Petruzzi: tastiera, programmazione, synth
- Graziano Accinni, Bruno Mariani: chitarra elettrica

## Altre informazioni
- Progetto artistico: Armando Mango, Mogol
- Arrangiamenti: Rocco Petruzzi, Greg Walsh
- Programmazione: Rocco Petruzzi
- Prodotto registrato e progettato da: Greg Walsh per Skylight Productions LTD.
- Mixage: Lorenzo Cazzaniga
- A & R Coordination: Elio Sabella per la Nuova Fonit Cetra
- Pre-Production: Mango, Rocco Petruzzi per Orostudio Lagonegro - Potenza
- Registrato e progettato allo studio L'Angelo di Garlasco  - Pavia
- Masterizzato da Antonio Baglio al Nautilus di Milano